# Aaron Swartz
Aaron Hillel Swartz (/ˈɛ(ə).rən hɪ.ˈlɛl ˈswɔːrts/; 8. listopadu 1986, Chicago – 11. ledna 2013, New York), také známý jako AaronSw, byl americký informatik, progresivní politický aktivista, podnikatel a zastánce volného přístupu k informacím Open Access. Podílel se na vývoji webového kanálu RSS, značkovacího jazyka pro publikování Markdown, webového frameworku web.py a sociální sítě Reddit. Zabýval se také fungováním Wikipedie a licencí Creative Commons, na jejichž vytvoření se podílel společně s harvardským profesorem práva Lawrencem Lessigem. Patřil mezi kritiky zákona Stop Online Piracy Act, který považoval za nepřijatelný zásah do svobody uživatelů internetu. Byl též jedním ze spoluzakladatelů organizace Progressive Change Campaign Committee (PCCC) zaměřené na podporu amerických progresivních politiků.
V roce 2011 stáhl ze serveru, patřícího Massachusettskému technologickému institutu, 4 miliony článků z digitální knihovny JSTOR, načež byl žalován pro podvod včetně několikanásobného porušení zákona Computer Fraud and Abuse Act. Ačkoliv JSTOR žalobu stáhl poté, co obžalovaný slíbil, že získané články nebude dál šířit, proces nebyl zastaven. Swartzovi hrozilo 35 let vězení, pokuta ve výši 1 milion dolarů a propadnutí majetku. Swartz v průběhu soudního řízení odmítl přijmout dohodu o vině a trestu, na základě které by se mu výměnou za přiznání viny snížil trest na 6 měsíců ve federálním vězení.
V lednu 2013 byl nalezen oběšený ve svém brooklynském bytě a následné vyšetřování vyloučilo cizí zavinění. Podle Swartzových blízkých přátel a rodinných příslušníků k sebevraždě došlo vlivem dlouhotrvajících depresí a extrémního tlaku, kterému byl vystaven v souvislosti s vyšetřováním v případu JSTOR. V roce 2013 byl Swartz posmrtně uveden do Internetové síně slávy.

## Film
- Internetový chlapec: Příběh Aarona Swartze (The Internet's Own Boy: The Story of Aaron Swartz), USA, 2014, dokumentární film režiséra Briana Knappenbergera.[13][14] Česká premiéra: 12. ledna 2015 v 17:30 — Kino Scala, Brno.[15] Film je dostupný on-line.[16]